# Лятошинский, Николай Леонтьевич
Николай Леонтьевич Лятошинский (1861 — не ранее 1916) — российский педагог-историк; действительный статский советник.
Отец композитора, дирижёра и педагога Бориса Николаевича Лятошинского.

## Биография
Родился в 1861 году в семье житомирского врача.
Окончил историко-филологический факультет Императорского университета Святого Владимира со степенью кандидата; 12 декабря 1884 года поступил на службу в ведомство Министерства народного просвещения, был преподавателем истории Немировской мужской гимназии.
С 1889 года — преподаватель истории и географии Житомирской мужской гимназии, коллежский асессор. В 1892—1894 годах преподавал также в Житомирской духовной семинарии.
В 1897—1906 годах — преподаватель истории Первой киевской гимназии; имел чин статского советника.
В 1906 году, 19 августа был назначен директором Немировской мужской гимназии; в 1908—1910 годах занимал должность директора Златопольской мужской и женской гимназий. В 1913 году внёс на счёт Златопольской мужской гимназии 1300 рублей для учреждения персональной стипендии.
В 1911—1915 годах — директор Житомирского частного коммерческого училища Н. Л. Ремезовой; 6 апреля 1914 года был произведён в действительные статские советники.

## Награды
- орден Св. Станислава 2-й степени (1903)
- ордена Св. Анны 2-й степени (01.01.1906)
- Медаль «В память царствования императора Александра III»[1][2]

## Семья
Николай Лятошинский был женат на Ольге Борисовне. От этого брака родились двое детей: дочь Нина (1891—?) и сын Борис (3.01.1895 — 15.04.1968), ставший известным советским композитором, дирижёром и педагогом.